# هرمان ابینگ هاوس
هرمان ابینگ هاوس (۲۴ ژانویه ۱۸۵۰ — ۲۶ فوریه ۱۹۰۹) روانشناس آلمانی به عنوان پیشرو مطالعات تجربی حافظه شناخته می‌شود، همچنین منحنی فراموشی و وقفه در یادگیری ابداعی وی از شهرت بسیاری برخوردار است . او اولین فردی است که منحنی آموزش را توصیف کرد. او همچنین پدر و توسعه دهنده فلسفه نئو کانتی فیلسوف ژولیس ابینگ هاوس بود.

## دوره کودکی
هرمان ابینگ هاوس در کشور آلمان و شهر برمن در استان راین متولد شد. تحصیلات دانشگاهی خود را ابتدا در دانشگاه بن و بعد در دانشگاه های هال و برلین انجام داد.در طی تحصیل دانشگاهی علاقه اش از تاریخ و ادبیات به فلسفه تغییر کردودر سال 1873 پس از گذراندن خدمت نظام در جنگ فرانسه و پروس در این رشته درجه دکترای خود را دریافت کرد.

## زندگی حرفه‌ای
بعد از اتمام تحصیلاتش در مقطع دکترا او به سمت اطرف فرانسه و سپس انگلیس حرکت کرد، او به عنوان استاد خصوصی برای پشتیبانی از دانشجویان کار کرد.

## منبع داخلی
- فرهنگ جامع مدیریت/شمس السادات زاهدی